# Salvatore Zappalà
Salvatore Zappalà (Petralia Sottana, 31 marzo 1893 – Sollum, 2 luglio 1942) è stato un militare italiano, decorato di medaglia d'oro al valor militare alla memoria nel corso della seconda guerra mondiale. Oltre alla massima decorazione risulta decorato anche con quattro medaglie d'argento, tre di bronzo e tre croci di guerra al valor militare.

## Biografia

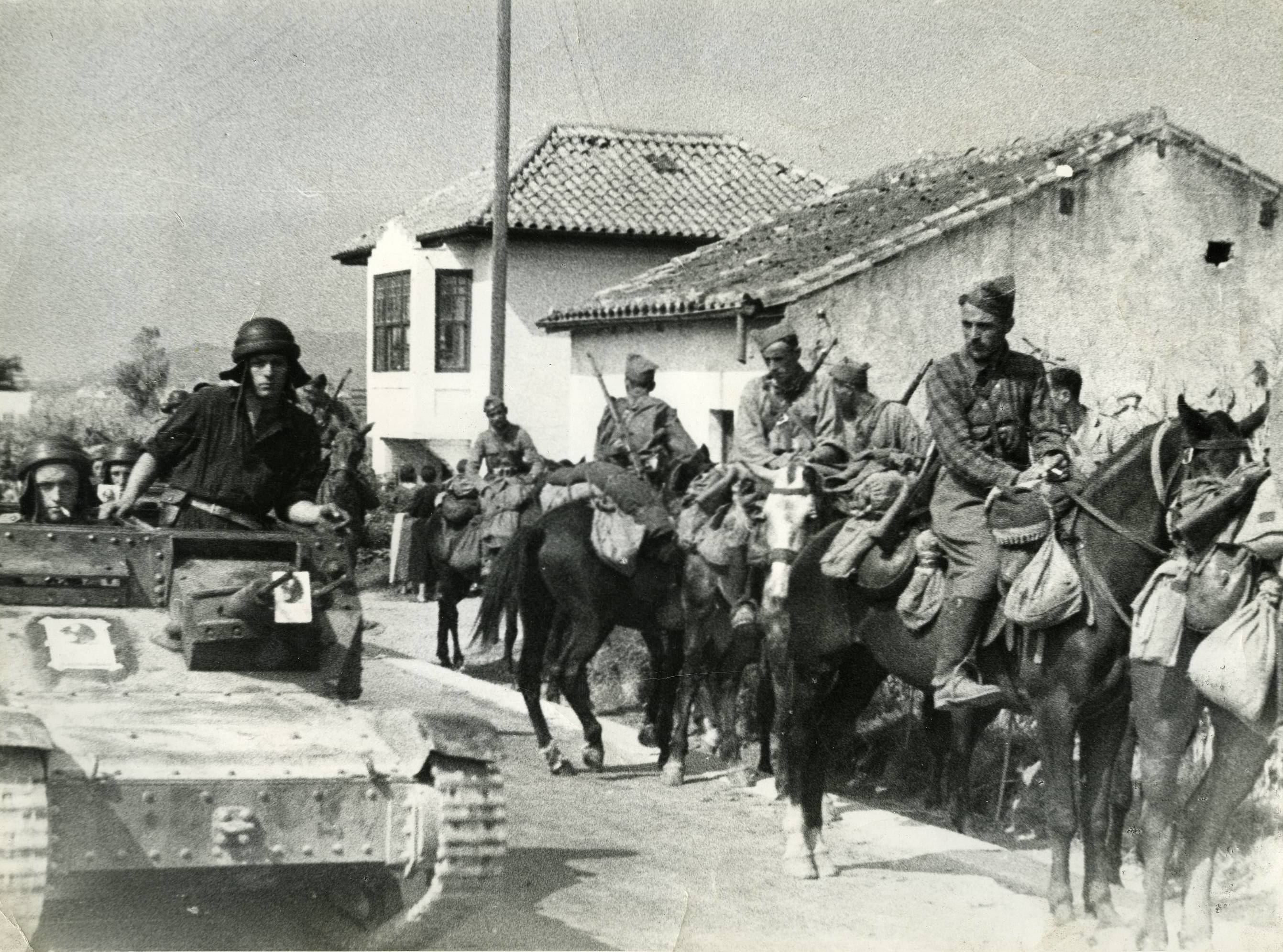
Carro d'assalto CV33 sul fronte della Catalogna. Cavalleria e carri in prossimità della città di Tortosa.

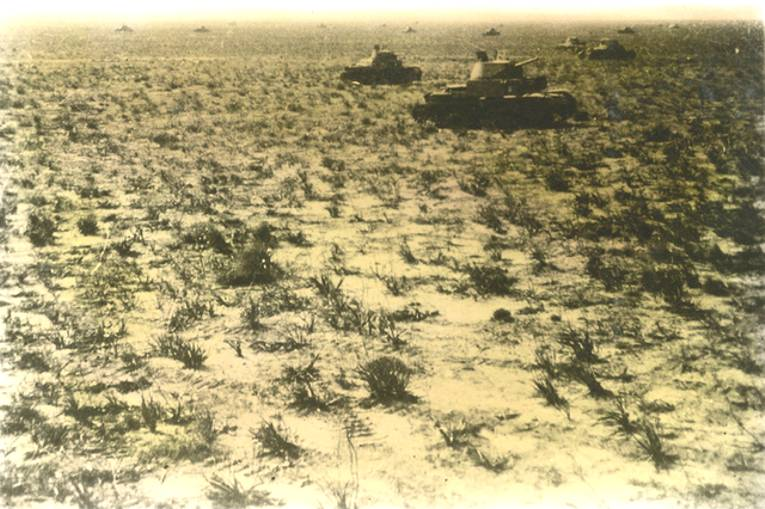
Carri armati M-13/40 in operazione vicino a Tobruk nel corso del 1941.

Nacque a Petralia Sottana, provincia di Palermo, il 31 marzo 1893, figlio di Sante e Chiara Antonina. Durante la giovinezza non dimostrò molto interesse per gli studi, preferendo aiutare il padre nell'attività di fornaio. Arruolatosi nel Regio Esercito nel 1913 fu assegnato al corpo dei bersaglieri come soldato semplice. All'atto dell'entrata in guerra dell'Regno d'Italia, avvenuta il 24 maggio 1915, prestava servizio nel IX Battaglione bersaglieri ciclisti. Partecipò alla prima battaglia dell'Isonzo, distinguendosi poi in combattimento a Monfalcone e durante il corso della settima battaglia dell'Isonzo. Fu promosso sottotenente di complemento nel 1916, e tenente in servizio permanente effettivo nel 1917. Passato al 3º reparto d'assalto, prese parte nel giugno 1918 alla battaglia del Piave.
Al termine del conflitto, decorato con due Medaglie d'argento e due di bronzo al valor militare, negli anni 1919 e 1920 rimase nella zona dell'armistizio, e dal 1921 al 1926 prestò la sua opera nella costruzione del Sacrario di Redipuglia. Trasferito nello stesso anno nel Regio corpo truppe coloniali della Tripolitania, prese parte alla riconquista della colonia col XXVI battaglione eritreo e, con il grado di capitano, con il VI Battaglione libico.
Rimpatriato nel 1932, due anni dopo frequenta il corso per l'abilitazione all'uso del materiale per la difesa chimica, e ottiene l'abilitazione alla guida delle motociclette e delle automobili.
Conseguita l'abilitazione alla condotta dei carri armati, venne assegnato al XXII Battaglione carri d'assalto della Divisione motorizzata "Trento". Nell'ottobre 1936, partito volontario per la Somalia, venne destinato, con il grado di primo capitano al battaglione carri d'assalto delle truppe del Governatorato di Galla e Sidama distinguendosi al Lago Sciala e in altre operazioni di polizia coloniale.
Dopo il rimpatrio avvenuto nel maggio 1938 e il conseguimento della promozione a maggiore, partì nuovamente volontario per la Spagna dove era in corso una sanguinosa guerra civile, in cui l'Italia appoggiava i nazionalisti di Franco e al comando di un battaglione carri d'assalto prese parte alla seconda battaglia dell'Ebro conclusasi con la disfatta delle forze repubblicane che non riuscirono a fermare l'avanzate delle truppe franchiste, l'ultima combattuta dalle Brigate Internazionali, e alla conquista della Catalogna.
Rientrato in Patria nel giugno 1939, l'anno dopo, con l'ingresso dell'Italia nel secondo conflitto mondiale, promosso al grado di tenente colonnello, partì per l'Albania col 31º Reggimento fanteria carrista, prendendo parte nel novembre e dicembre del 1940 alle operazioni sul fronte greco-albanese.
Rimpatriato nell'aprile 1942, poco più di un mese dopo, raggiungeva in volo il 133º Reggimento carrista della 133ª Divisione corazzata "Littorio" già impegnato nell'offensiva in Africa Settentrionale, assumendo il comando del LI battaglione carri su carri medi M13/40; il 30 giugno 1942, nel corso di un combattimento a El-Dabaa, sotto il fuoco dei mezzi corazzati nemici, gravemente ferito, venne colpito a morte fra il rogo di 11 dei suoi carri spegnendosi il 2 luglio nell'ospedale da campo nº 469 di Sollum in seguito alle ferite riportate in combattimento. Il 7 luglio 1972 il governo libico autorizzò il rimpatrio della salma che fu poi tumulata nel cimitero di Petralia Sottana.
Alla sua memoria è stata intitolata la caserma di Aviano che è stata, dal 1950 al 1995, la storica sede del 132º Reggimento carri e tra il 1975 e il 1995 della 132ª Brigata corazzata "Ariete".